# Sciophila tenuis
Sciophila tenuis är en tvåvingeart som först beskrevs av Johannes Winnertz 1863.  Sciophila tenuis ingår i släktet Sciophila och familjen svampmyggor. Inga underarter finns listade i Catalogue of Life.